# Raise the Titanic!
Raise the Titanic! (Brasil: Resgatem o Titanic! / Portugal: Recuperem o Titanic!) é um romance de aventura de Clive Cussler, publicado nos Estados Unidos pela primeira vez em 1976, pela editora Viking Press. Conta a história dos esforços para trazer os restos mortais do malogrado navio RMS Titanic à superfície do oceano Atlântico.
Raise the Titanic! foi o terceiro livro publicado onde surge o recorrente protagonista Dirk Pitt.

## Personagens
- Georgi Antonov - secretário-geral da União Soviética, que autoriza a tentativa de sabotar o aumento do Titanic
- Adeline Austin - a viúva de Jake Hobart
- Commodore Sir John L. Bigelow - o último membro sobrevivente da tripulação do Titanic
- Josué Hayes Brewster - um engenheiro de minas bem conhecido e respeitado
- Collins Marshall - assessor-chefe de Segurança do Kremlin para o presidente dos EUA
- Mel Donner - um dos dois avaliadores chefe da Seção Meta
- Ben Drummer - espião russo empregado da Agência Nacional Subaquática e Marinha (NUMA)
- Graham Farley - o jogador buzina do Titanic
- Al Giordino - Diretor Adjunto de Projetos Especiais da Agência Nacional Subaquática e Marinha (NUMA)
- Comandante Rudi Gunn - comandante da expedição Drift Lorelei atual
- Jake Hobart - uma das "Coloradans", um grupo de elite dos mineiros que cavaram minas nas Montanhas Rochosas do Colorado no início do século 20
- Diretor Peter Jones - Washington, DC policial
- O almirante Joseph Kemper - Chefe do Estado Maior da Marinha Estados Unidos
- Sid Koplin - professor de mineralogia enviado para Nova Zembla pela Meta Secção em busca de byzanium
- O tenente Pavel Marganin - Aide ao Capitão Prevlov que é na verdade um espião norte-americano Harry Koskoski
- Sam Merker - irmão de Ben Drummer e também um espião russo na tripulação NUMA
- Henry Munk - Safo tripulante II
- Warren Nicholson - Diretor da CIA
- O capitão Ivan Parotkin - Capitão do navio de investigação oceanográfica soviético Mikhail Kurkov
- Dirk Pitt - Diretor de Projetos Especiais da Agência Nacional Subaquática e Marinha (NUMA)
- Vladimir Polevoi - Chefe da Direcção Segredos dos Negócios Estrangeiros da KGB
- Capitão André Prevlov - oficial de inteligência da Rússia para o Ministério da Marinha Soviética de Inteligência Estrangeira; comandante da marinha soviética de espionagem topo
- Almirante James Sandecker - Diretor da Agência Nacional Subaquática e Marinha (NUMA)
- Dra. Dana Seagram - esposa do Dr. Gene Seagram de Meta secção; um arqueólogo marinho empregado por Agência Nacional Subaquática e Marinha (NUMA)
- Dr. Gene Seagram - físico e um avaliador de chefe de secção Meta
- O Dr. Silverstein Murray - Diretor da Faculdade de Oceanografia Alexandria
- Almirante Boris Sloyuk - Diretor de Inteligência Naval Soviética
- Vasily Tilevitch - Marechal da União Soviética e Diretor Chefe de Segurança Soviética
- John Vogel - Chefe curador para o Museu Municipal de Música de Washington

## Adaptação cinematográfica
O livro foi adaptado para o cinema em 1980 sob o título Raise the Titanic, dirigido por Jerry Jameson. O filme foi produzido pela ITC Entertainment de Lew Grade.